# Whoa, Nelly!
Whoa, Nelly! è il primo album di Nelly Furtado, pubblicato il 24 ottobre 2000 e prodotto da Gerald Eaton e Brian West. L'ammontare delle vendite mondiali è di più di 6.000.000 di copie.

## Descrizione
Whoa, Nelly! presenta uno stile eclettico con influenze hip hop e inclusione del fado portoghese e di sonorità giamaicane e brasiliane; Nelly inoltre suona la chitarra, il trombone e l'ukulele.
Il disco mescola un gran numero di generi musicali. Stephen Thomas Erlewine su AllMusic afferma che gran parte delle canzoni sembrano folk-pop, influenzato dalla bossa nova e descrive lo stile dell'album come un misto di pop, folk, dance e musica latina. Billboard osserva come Nelly Furtado «non trovi ragione di separare chitarre rock da melodie pop da ritmi R&B/hip hop dalla bossa nova». Altri articoli su Billboard descrivono Whoa, Nelly! come un album trip-pop o worldbeat/rock. Sono inoltre presenti elementi alternative folk e soul.

## Accoglienza
| Recensione           | Giudizio |
| -------------------- | -------- |
| AllMusic             |          |
| Entertainment Weekly | A        |
| NME                  |          |
| Rolling Stone        |          |

Whoa, Nelly! ha ottenuto recensioni positive da parte dei critici musicali. Su Metacritic, sito che assegna un punteggio normalizzato su 100 in base a critiche selezionate, l'album ha ottenuto un punteggio medio di 79 basato su dieci recensioni.

## Tracce
Edizione standard
1. Hey, Man! – 4:10 (Nelly Furtado)
2. Shit on the Radio (Remember the Days) – 3:54 (Nelly Furtado)
3. Baby Girl – 3:46 (Brian West, Nelly Furtado, Gerald Eaton)
4. Legend – 3:34 (Brian West, Nelly Furtado, Gerald Eaton)
5. I'm Like a Bird – 4:03 (Nelly Furtado)
6. Turn off the Light – 4:36 (Nelly Furtado)
7. Trynna Finda Way – 3:33 (Brian West, Nelly Furtado, Gerald Eaton)
8. Party – 4:02 (Brian West, Nelly Furtado, Gerald Eaton)
9. Well, Well – 3:01 (Nelly Furtado)
10. My Love Grows Deeper, Pt. 1 – 4:22 (Brian West, Nelly Furtado, Gerald Eaton)
11. I Will Make U Cry – 3:59 (Brian West, Nelly Furtado, Gerald Eaton)
12. Scared of You – 6:09 (Nelly Furtado)

Bonus track edizione internazionale
1. Onde Estas – 4:14 (Nelly Furtado)

Bonus tracks edizione UK
1. Onde Estas – 4:14 (Nelly Furtado)
2. I Feel You (feat. Esthero) – 4:10 (Nelly Furtado)
3. My Love Grows Deeper part. 2 – 4:56 (Brian West, Nelly Furtado, Gerald Eaton)
4. I'm Like a Bird – CD-rom video

## Formazione
- Nelly Furtado – voce, chitarra acustica,
- Brian West – basso, chitarra acustica
- Gerald Eaton– tamburello, cori, quica, shaker
- Curt Bisquera – batteria
- Lil' Jaz – scratches
- Johnny "The American" – chitarra elettrica
- Rick Waychesko – tromba, flicorno
- Mike Elizondo – basso, contrabbasso
- Victor Rebelo – percussioni, berimbau, shaker
- Camara Kambon – pianoforte
- Martin Tillmann – violoncello
- James McCollum – chitarra
- Russ Miller – batteria
- Allan Molnar – vibrafono
- Brad Haehnel – shaker
- Roberto Occhipinti – basso
- Luis Orbegoso – congas, tom
- Joe "Public" Allen - tromba
- Nuno Cristo – chitarra
- Alex Rebelo – chitarra ritmica
- Daniel Stone – udu, shaker, triangolo
- Martin Tillmann – violoncello

## Classifiche

### Classifiche settimanali
| Classifiche (2000-02) | Posizione massima |
| --------------------- | ----------------- |
| Australia             | 4                 |
| Austria               | 37                |
| Belgio (Fiandre)      | 20                |
| Belgio (Vallonia)     | 40                |
| Canada                | 2                 |
| Danimarca             | 18                |
| Finlandia             | 37                |
| Francia               | 46                |
| Germania              | 14                |
| Irlanda               | 6                 |
| Italia                | 14                |
| Norvegia              | 4                 |
| Nuova Zelanda         | 5                 |
| Paesi Bassi           | 10                |
| Polonia               | 41                |
| Regno Unito           | 2                 |
| Stati Uniti           | 24                |
| Svezia                | 15                |
| Svizzera              | 6                 |

### Classifiche di fine anno
| Classifica (2001)  | Posizione |
| ------------------ | --------- |
| Australia          | 16        |
| Germania           | 46        |
| Nuova Zelanda      | 8         |
| Paesi Bassi        | 59        |
| Regno Unito        | 26        |
| Svezia             | 78        |
| Svizzera           | 26        |
| Classifiche (2002) | Posizione |
| Stati Uniti        | 89        |